# Air Diver
Air Diver: F-119 Stealth Fighter Simulation (エアダイバー, Ea Daibā) é um jogo eletrônico de simulação de combate aéreo desenvolvido pela Copya System e publicado pela Seismic na América do Norte e pela Asmik Ace Entertainment no Japão e na Europa para Mega Drive em 1990. Uma continuação, Super Air Diver, foi lançada exclusivamente para o Super Nintendo Entertainment System em 1993.

## Jogabilidade

A cabine de pilotagem ocupa cerca de metade da tela durante todo o jogo.

Air Diver é um simulador de combate aéreo semelhante a After Burner, jogado em primeira pessoa (de dentro da cabine). O jogador deve pilotar o fictício F-119D Stealth Fighter contra terroristas que operam no Oriente Médio, que travam uma batalha constante contra as forças dos EUA e contam com o apoio de vários governos hostis, incluindo a União Soviética (embora a contracapa norte-americana diga que os terroristas são apoiados por seres extraterrestres). Os jogadores devem usar seus recursos furtivos para evitar a detecção e libertar o mundo do tormento de regimes antiamericanos. Ao fim de cada nível, o jogador deve derrotar um chefe.

## Recepção
Air Diver recebeu avaliações mistas ou ruins da crítica especializada. Os jornalistas da Electronic Gaming Monthly foram talvez os mais positivos, dando-lhe notas de 6 e 7 e elogiando a arte detalhada, mas criticando a jogabilidade repetitiva e a rolagem inconstante.
A Mega Drive Advanced Gaming criticou os gráficos e a jogabilidade de Air Diver, que a publicação considerou "extraordinariamente entediante". Levi Buchanan, da IGN, e Paul Rand, da Computer and Video Games, criticaram a velocidade exagerada com a qual os inimigos e o jogador se movimentam, com o primeiro afirmando que tentar evitar mísseis inimigos "é um exercício de sorte ao invés de de habilidade." A revista francesa Micro News classificou-o como "lixo", chamando-o de uma "cópia malfeita de After Burner". Da mesma forma, a revista alemã Power Play disse que o jogo "parece um avião a hélice empoeirado" quando comparado a After Burner, e que "não é uma boa estreia para a Asmik." Muitas outras publicações compararam o jogo negativamente a After Burner, incluindo os seus gráficos e a sua redundância no console, visto que ambos Air Diver e de After Burner II para o Mega Drive foram lançados no início de 1990.